# Straßenlauf-Länderkampf der Frauen 1984 Schweiz – BR Deutschland – Frankreich – Italien – Niederlande
| 14. Leichtathletik-Länderkampf mit bundesdeutscher Beteiligung 1984                                      | 14. Leichtathletik-Länderkampf mit bundesdeutscher Beteiligung 1984 |
| --- | ------------------------------------------------------------------- |
| |                                                                     |
| Straßenlaufvergleich der Frauen: Schweiz – BR Deutschland – Frankreich – Italien – Italien – Niederlande |                                                                     |
| Austragungsort                                                                                           | Obergerlafingen                                                     |
| Wettbewerbe                                                                                              | 1                                                                   |
| Datum | 7. Juli                                                             |
| 1. ITA 2. FRG 3. NLD 4. FRA 5. SUI                                                                       | Pzf. 12 Pzf. 16 Pzf. 25 Pzf. 26 Pzf. 43                             |
| Chronik                                                                                                  |                                                                     |
| ← SUI-FRG-FRA-ITA-NLD 00Str'lauf (M)                                                                     | GRC-FRG B-BGR-HUN (M) →                                             |

Im vierzehnten Vergleich des Länderkampfjahres 1984 starteten die Straßenläuferinnen wie die Männer am 7. Juli in Obergerlafingen. Die Begegnung fand mit Teams aus der Schweiz, der Bundesrepublik, Frankreich, Italien und den Niederlanden statt. Im Vorjahr war anstelle der Schweiz Belgien dabei gewesen. Damals hatte Italien vor der Bundesrepublik und den Niederlanden die Oberhand behalten.

## Modus
Auf dem Programm stand ein Straßenlauf über 25 Kilometer. Jede Nation stellte maximal fünf Läuferinnen, von denen die drei Besten über die Platzziffer gewertet wurden.

## Ergebnis
In der Einzelwertung lagen eine bundesdeutsche und eine niederländische Läuferin ganz vorn. Dahinter folgten auf den Plätzen drei bis sieben geschlossen die fünf teilnehmenden Italienerinnen, die sich dadurch mit Platzziffer zwölf wieder den Länderkampfsieg sicherten. Die bundesdeutschen Vertreterinnen belegten mit Platzziffer sechzehn den zweiten Platz vor den Niederlanden (Pzf. 25). Frankreich wurde mit Pzf. 26 knapp dahinter Vierter vor der Schweiz (Pzf. 43).
Leider finden sich keine Angaben über die komplette Ergebnisliste. Aufgeführt sind die Läuferinnen auf den Plätzen eins bis zehn sowie alle weiteren bundesdeutschen Sportlerinnen.

## Resultat

### 25-km-Straßenlauf
| Platz | Athlet             | Land | Zeit (h) |
| ----- | ------------------ | ---- | -------- |
| 01    | Charlotte Teske    | FRG  | 1:27:54  |
| 02    | Carla Beurskens    | NLD  | 1:28:06  |
| 03    | Laura Fogli        | ITA  | 1:28:33  |
| 04    | Alba Milana        | ITA  | 1:29:09  |
| 05    | Rita Marchisio     | ITA  | 1:29:19  |
| 06    | Paola Moro         | ITA  | 1:29:59  |
| 07    | Sylvianne Levesque | FRA  | 1:33:13  |
| 08    | Chantal Langlacé   | FRA  | 1:33:13  |
| 09    | Doris Schlosser    | FRG  | 1:33:44  |
| 10    | Elfy van Wissen    | NLD  | 1:34:13  |
| 000…  |                    |      |          |
| 12    | Birgit Lennartz    | FRG  | 1:35:54  |
| 17    | Bernadette Hudy    | FRG  | 1:36:41  |
| 000…  |                    |      |          |